# 開運 (後晋)
開運（かいうん）は、五代の第3の王朝である後晋において、石重貴の治世で用いられた年号。944年7月 - 946年12月。
後晋滅亡後、劉知遠が後漢を建国すると、947年に天福の元号を復活させた。

## 西暦・干支との対照表
| 開運 | 元年  | 2年   | 3年   |
| 西暦 | 944年 | 945年 | 946年 |
| 干支 | 甲辰  | 乙巳  | 丙午  |